# 대한민국 제2대 민의원 후반기 의장단 선거
제2대 민의원 후반기 의장단 선거는 1952년 7월 10일에 실시되었다.
선거 결과 재선의 신익희 민주국민당 의원이 민의원의장에, 재선의 조봉암 무소속 의원과 재선의 윤치영 삼우장파 의원이 민의원부의장에 선출되었다.
7월 4일 발췌 개헌안이 만장일치에 가까운 찬성을 얻어 통과된 뒤 국회의 주도권은 개헌안 통과를 주도한 신라회와 삼우장파에서 차지한 듯이 보였으나, 선거 결과는 딴판으로 의장직을 야권에 내주고 여권이 극구 막으려 했던 조봉암의 부의장 당선도 막지 못하고 말았다.

## 선거 제도
민의원의장 및 민의원부의장 선거에서 당선자는 재적 의원 2/3 이상의 출석과 출석 의원 과반수의 찬성으로 결정하도록 되어있었다. 만약 1차 투표 결과 과반을 득표한 후보가 없을 시 2차 투표를 해야 했으며, 2차 투표에서도 과반을 득표한 후보가 없을 시 상위 득표자 2인에 대하여 결선 투표를 실시해 최다 득표자를 당선자로 하도록 되어 있었다.

## 배경

### 임시의장단 선거
당초 국회는 전반기 국회의장단의 임기가 6월 19일로 만료됨에 따라 6월 18일 후반기 의장단을 선거할 예정이었다. 그러나 당시 의원들 중에는 전쟁통에 행방불명이 되었거나 정부의 야권 탄압으로 구속 수감되어 국회에 나올 수 없는 의원이 수십 명에 달했고, 이같이 많은 의원들이 투표에 참여할 수 없는 상태에서 정식 의장단을 선출하는 것은 정치 도의에 맞지 않다는 주장이 제기되었다. 따라서 후반기 의장단의 선거를 연기하고 대신 임시의장을 뽑아 정식 의장단 선거 때까지 의장직을 수행토록 하자는 여론이 형성되었다.
결국 후반기 의장단 선거가 예정되어 있던 6월 18일, 국회는 정식 의장단 선거 연기를 결정하고 임시의장 선거를 실시하였다. 선거에 앞서 국회는 임시의장은 3명을 뽑을 것과 선거는 1인 3표 연기명 방식으로 치러 상위 득표자 세 사람을 당선자로 할 것을 의결하였다. 선거 결과 전반기 정부의장이던 신익희, 조봉암, 김동성 등 3인이 공동 임시의장으로 선출되었다.
| 후보     | 소속          | 득표 | 비고 |
| -------- | ------------- | ---- | ---- |
| 신익희   | 민주국민당    | 140  | 당선 |
| 조봉암   | 무소속        | 138  | 당선 |
| 김동성   | 원내 자유당   | 136  | 당선 |
| 윤치영   | 대한국민당    | 8    |      |
| 배은희   | 원외 자유당   | 5    |      |
| 이갑성   | 자유당 합동파 | 4    |      |
| 양우정   | 자유당 합동파 | 2    |      |
| 이규갑   | 대한국민당    | 2    |      |
| 지청천   | 민주국민당    | 2    |      |
| 김시현   | 무소속        | 1    |      |
| 김양수   | 민주국민당    | 1    |      |
| 김정식   | 자유당 합동파 | 1    |      |
| 김제능   | 자유당 합동파 | 1    |      |
| 류덕천   | 무소속        | 1    |      |
| 박팔봉   | 민주국민당    | 1    |      |
| 배상연   | 무소속        | 1    |      |
| 이교선   | 자유당 합동파 | 1    |      |
| 이상철   | 원내 자유당   | 1    |      |
| 이진수   | 자유당 합동파 | 1    |      |
| 홍익표   | 무소속        | 1    |      |
| 기권     | 기권          | 1    |      |
| 무효     | 무효          | 1    |      |
| 불명     | 불명          | 6    |      |
| 총투표수 | 총투표수      | 152  |      |

### 발췌 개헌
이같이 정식 국회의장과 부의장이 없이 세 사람의 공동 임시의장 체제로 국회가 운영되고 있던 7월 4일, 국회는 대통령 직선제와 국무원 불신임제, 양원제 도입을 골자로 한 헌법개정안을 통과시켰다. 이는 4월 17일 원내 자유당, 민주국민당, 민우회, 그리고 무소속 의원 123명이 발의한 내각책임제 개헌안과 5월 14일 정부가 발의한 대통령 직선제 개헌안을 국회 전원위원회에서 조금씩 섞어 완성한 개헌안이었다. 개헌안은 국회를 이제까지와 같은 단원제가 아니라 민의원과 참의원으로 구성된 양원제로 바꾸도록 규정했으며, 7월 10일 새 헌법이 정식으로 공포되면서 국회의원들은 자동으로 민의원의원이 되었다.
그동안 정국 혼란의 중심이었던 개헌이 마무리됨에 따라 민의원은 7월 10일 국회가 아닌 민의원으로써 첫 본회의를 열고 미뤄왔던 후반기 정부의장 선거를 실시하기로 하였다.

## 후보
발췌 개헌을 전후하여 국회의 세력 분포도에는 큰 변화가 찾아왔다. 한때 원내 주요 파벌이었던 민우회와 원내 자유당은 사실상 해체 수순에 접어들었으며, 국회는 크게 삼우장파, 개헌추진파, 그리고 신라회 등 3개 파벌로 나뉘게 되었다. 삼우장파, 즉 자유당 합동파는 친여 성향 의원들로 이루어져 있었으며, 개헌추진파는 내각책임제 개헌을 추진했던 야권 성향 의원들로 이루어져 있었다. 대통령 직선제 개헌안과 내각책임제 개헌안을 혼합한 발췌 개헌안의 작성을 주도한 신라회는 여당과 야당 사이의 중간 성향 의원들로 이루어져 있었으나, 대체로 개헌추진파 의원들과 행동을 같이 하고 있었다.
개헌추진파 의원들은 대체로 신익희 의원을 민의원의장 후보로 지지하였으나, 원내 자유당 잔류파 및 일부 신라회 의원들은 조봉암 의원을 지지하였다. 그러나 신라회의 수장 격인 장택상 총리가 직접 교통 정리에 나서 회원들에게 신익희 의원 지지를 종용하였고, 결국 신라회 소속 의원들은 대부분 신익희 의원을 지지하게 되었다.
삼우장파의 민의원의장 후보로는 배은희 의원과 윤치영 의원이 경합하고 있었다. 배은희 의원은 삼우장파 지도부로부터, 윤치영 의원은 비지도부 의원들로부터 각각 지지를 받고 있었다. 7월 8일 삼우장파 소속 의원 61명 중 35명이 참석한 가운데 투표를 실시한 결과 배은희 의원 22표, 윤치영 의원 13표가 나와 배은희 의원을 의장에, 윤치영 의원을 부의장에 지지하기로 결정되었다. 그러나 대부분의 윤치영 지지파 의원들은 애초에 투표에 참여하지도 않았으며, 투표 결과에 따를 의향도 없는 것으로 알려졌다.
무소속 의원들 중에는 전반기 의장단과 임시의장단을 연이어 맡고 있던 신익희·조봉암·김동성 3인의 구성을 그대로 유지하자는 의견이 많았다. 특히 조봉암 의원은 여야를 막론하고 고른 지지를 받는 것으로 알려져 있었으나, 여권에서 갑자기 조봉암 총력 저지를 결정해 부의장 선거에서 격렬한 득표전이 벌어지게 되었다.

## 선거 결과

### 민의원의장 선거
경기도 광주군 지역구의 신익희 민주국민당 의원이 당선되었다.
| 후보     | 소속          | 1차 투표 | 1차 투표 | 2차 투표 | 2차 투표 | 비고 |
| 후보     | 소속          | 득표     | %        | 득표     | %        | 비고 |
| -------- | ------------- | -------- | -------- | -------- | -------- | ---- |
| 신익희   | 민주국민당    | 65       | 38.9     | 93       | 55.7     | 당선 |
| 배은희   | 자유당 합동파 | 38       | 22.8     | 47       | 28.1     |      |
| 윤치영   | 자유당 합동파 | 33       | 19.8     | 18       | 10.8     |      |
| 조봉암   | 무소속        | 28       | 16.8     | 7        | 4.2      |      |
| 김동성   | 원내 자유당   | 0        | -        | 1        | 0.6      |      |
| 류덕천   | 무소속        | 0        | -        | 1        | 0.6      |      |
| 박순천   | 무소속        | 1        | 0.6      | 0        | -        |      |
| 기권     | 기권          | 1        | 0.6      | 0        | -        |      |
| 무효     | 무효          | 1        | 0.6      | 0        | -        |      |
| 총투표수 | 총투표수      | 167      | 100      | 167      | 100      |      |

### 제1차 민의원부의장 선거
경기도 인천시 병 지역구의 조봉암 무소속 의원이 당선되었다.
| 후보     | 소속          | 1차 투표 | 1차 투표 | 2차 투표 | 2차 투표 | 비고 |
| 후보     | 소속          | 득표     | %        | 득표     | %        | 비고 |
| -------- | ------------- | -------- | -------- | -------- | -------- | ---- |
| 조봉암   | 무소속        | 77       | 46.7     | 88       | 52.7     | 당선 |
| 윤치영   | 자유당 합동파 | 65       | 39.4     | 69       | 41.3     |      |
| 김동성   | 원내 자유당   | 7        | 4.2      | 3        | 1.8      |      |
| 이종형   | 신라회        | 8        | 4.8      | 2        | 1.2      |      |
| 김낙오   | 원외 자유당   | 0        | -        | 1        | 0.6      |      |
| 배은희   | 자유당 합동파 | 4        | 2.4      | 1        | 0.6      |      |
| 윤재근   | 자유당 합동파 | 0        | -        | 1        | 0.6      |      |
| 임영신   | 자유당 합동파 | 2        | 1.2      | 0        | -        |      |
| 기권     | 기권          | 0        | -        | 1        | 0.6      |      |
| 무효     | 무효          | 0        | -        | 1        | 0.6      |      |
| 총투표수 | 총투표수      | 165      | 100      | 167      | 100      |      |

### 제2차 민의원부의장 선거
충청남도 공주군 을 지역구의 윤치영 대한국민당 의원이 당선되었다.
| 후보     | 소속        | 득표 | %    | 비고 |
| -------- | ----------- | ---- | ---- | ---- |
| 윤치영   | 대한국민당  | 83   | 50.3 | 당선 |
| 김동성   | 원내 자유당 | 70   | 42.4 |      |
| 이종형   | 신라회      | 10   | 6.1  |      |
| 곽상훈   | 무소속      | 1    | 0.6  |      |
| 박영출   | 원내 자유당 | 1    | 0.6  |      |
| 총투표수 | 총투표수    | 165  | 100  |      |